# کولی (فیلم ۲۰۲۰)
کولی یا جیپسی (به انگلیسی: Gypsy) یک فیلم سینمایی هندی در ژانر فیلم جاده‌ای و عاشقانه به زبان تامیلی محصول سال ۲۰۲۰ به نویسندگی و کارگردانی راجو موروگان است.

## داستان
فیلم در رابطه با زندگی پسری به نام جیپسی (کولی) است. او با نوازندگی و انجام نمایش به همراه اسب خود (چای) زندگی می‌کند. در حین سفر، عاشق دختری (وحیده) می‌شود و این دو سفر خود را آغاز می‌کنند در طول این ماجراجویی جیپسی از زندگی مختلف مردم‌های مختلف مطلع می‌شود و تصمیم می‌گیرد در این مورد کاری انجام دهد و…

## بازیگران
- جییوا در نقش کولی
- جان جیت کانادی در نقش کولی جوان
- ناتاشا سینگ در نقش وحیده
- لال خوزه در نقش موتلف
- سانی وین در نقش ساخاوو بالان، یک رهبر کمونیست
- یاسمین خان به عنوان مادر وحیده
- فاجیلاما به عنوان خواهر کوچک واهیدا
- فاهران به عنوان برادر کوچکتر وحیده
- سوشیلا رامان به عنوان ساکن واراناسی[۳]
- کارونا پراساد
- پیوش منوش
- بانت سینگ

## تولید
در ابتدا تصور می‌شد که این فیلم یک فیلم درام اجتماعی است اما بعداً سازندگان فیلم فاش کردند که این فیلم به عنوان یک داستان عاشقانه و مبتنی بر سفر ساخته شده‌است.
جییوا برای بازی در این فیلم موهای خود را بزرگ کرد، نواختن گیتار را آموخت و اسب سواری را تمرین کرد. تصویربرداری فیلم در ۶ نوامبر ۲۰۱۸ به پایان رسید.

## بازاریابی
سازندگان اعلام کردند که حقوق ماهواره و دیجیتال کولی توسط زی تامیل خریداری شده‌است.

## انتشار فیلم
در ابتدا قرار بود این فیلم در ۲۴ ژانویه ۲۰۲۰ اکران شود، اما کارگردان موروگان اعلام کرد که این فیلم در ۶ مارس ۲۰۲۰ اکران می‌شود.